# Demetrio il Cinico
Demetrio il Cinico (in greco Δημήτριος, Demètrios; Corinto, 7/10 – Grecia, 90 circa) è stato un filosofo cinico greco antico,  che visse a Roma sotto Caligola, Claudio, Nerone e Vespasiano.

## Biografia
Fu amico intimo di Seneca, che scrisse spesso di lui, descrivendolo come «filosofo di grande importanza, a mio giudizio, anche se paragonato ai sommi» e come «uomo di saggezza completa (anche se egli sia il primo a negarlo) e di incrollabile costanza nei suoi propositi, di un'eloquenza quale si addice ai tempi più seri, cioè non preoccupata della ricerca degli ornamenti e della sceltezza dell'eloquio, ma tutta protesa all'esposizione dei concetti con vigorosa passione, secondo l'ispirazione».
Per la sua amicizia con Publio Clodio Trasea Peto, che assisté fino all'ultimo quando questi fu condannato a suicidarsi per volontà di Nerone; probabilmente nel 67 d.C. andò via da Roma, che dovette definitivamente lasciare quando, per la sua ostilità politica, fu espulso nel 71 d.C. dall'imperatore Vespasiano che lo condannò alla relegatio in insulam. Probabilmente non tornò più a Roma.

## Pensiero
Demetrio sosteneva la necessità di ridurre la filosofia a pochi precetti essenziali, semplici da capire perché la natura stessa li aveva elaborati per la condotta umana. Queste regole fondamentali, a cui tenere rigorosamente fede, le scopriremo  
È temprandosi con la sofferenza (πόνος), la fatica, l'esercizio travagliato dalla sorte, che l'uomo acquista il senso della sua vita che sarebbe sbagliato ritenere felice se non si è dovuto combattere contro le avversità:
C'è infine da augurarsi che gli dei ci facciano capire cosa vogliono da noi «0 dei immortali, per una sola cosa posso lamentarmi di voi: perché non mi rendeste nota in anticipo la vostra volontà. Infatti, sarei venuto io per primo a sostenere quelle prove che sono qui a sostenere ora chiamato da voi. [...] Avrei preferito offrire anziché consegnare queste cose» [i miei figli, la vita che voi stessi mi avete dato]. «Che necessità c'era di togliermele? Potevate riceverle. Ma neppure ora voi me le toglierete veramente, perché nulla si rapisce se non a chi vuoi trattenere.»